# Albéric Second

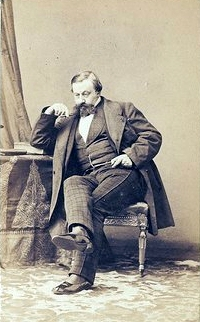
Albéric Second, 1860 porträtiert von André Adolphe-Eugène Disdéri

Albéric Second (* 17. Juni 1817 in Angoulême, Département Charente; † 2. Juni 1887) war ein französischer Journalist, Romancier und Dramaturg.

## Leben
Geboren als Sohn eines Magistrats verspürte er kein Interesse an den Rechtswissenschaften und wendete sich stattdessen einer literarischen Karriere zu. Er war erfolgreicher Mitarbeiter des Charivari, Direktor des l’Entr’acte, Mitgründer der la Comédie parisienne, Redakteur des Figaro, Gründer des Grand Journal mit Hippolyte de Villemessant und Chronist des l’Événement, bevor er 1870 schließlich die Leitung des l’Entr’acte übernahm.
In einer kurzen Phase zwischen 1848 und 1850 war er Sous-Préfet im Département Basses-Alpes in Castellane. Von 1865 bis 1870 leitete er als commissaire impérial das Théâtre de l’Odéon.

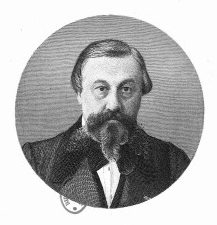
Albéric Second (1868)

Anlässlich der Februarrevolution 1848 komponierte er eine Kantate, deren Strophen jeweils mit dem Vers « Au dernier roi nous avons dit adieu / La France est le soldat de Dieu! », deutsch: Dem letzten König sagten wir Adieu, Frankreich ist der Soldat Gottes! enden.
Charles Monselet beschrieb Second folgendermaßen: « Un journaliste l’a appelé le Dumas de la nouvelle. C’est cela. Autant de facilité apparente, autant d’esprit rencontré que l’auteur des Mousquetaires. Il n’y avait qu’une révolution qui pût faire de lui un sous-préfet, et cette révolution a eu lieu. Une des faiblesses de M. Albéric Second est de croire, parce qu’il est d’Angoulême, qu’il a posé pour le Lucien de Rubempré des Illusions perdues et d’Un grand homme de province à Paris. »

## Auszeichnungen
- 1859: Légion d’honneur

## Schriften

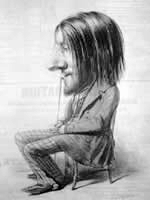
Karikatur von Benjamin Roubaud, erschienen 1838/1839 im Le Charivari

- Lettres cochinchinoises sur les hommes et les choses du jour écrites à l’empereur de la Chine par trois Mandarins de première classe, traduites par Albéric Second, orientaliste du Charivari (1841)
- Les Mémoires d’un poisson rouge (1842)
- Les Petits Mystères de l’Opéra, illustrations par Paul Gavarni (1844)
- Histoire politique et culinaire de Joseph Sansot, Propriétaire de l’Hôtel de la Paix (1845)
- La Jeunesse dorée par le procédé Ruolz (1853)
- Contes sans prétention (1854)
- La Part du feu (1855)
- À quoi tient l’amour, fantaisies parisiennes (1856)
- Les Demoiselles du Ronçay (1856)
- Paris au jour le jour, avec Hippolyte de Villemessant (2 volumes, 1860)
- Vichy-Sévigné, Vichy-Napoléon, ses eaux, ses embellissements, ses environs, son histoire, suivi d’une notice scientifique et médicale sur les eaux minérales de Vichy par le Dr Casimir Daumas (1862)
- Misères d’un prix de Rome (1868)
- Un dîner chez Brébant (1872)
- La Semaine des quatre jeudis (1872)
- À la recherche d’un gendre (1877)
- Le Roman de deux bourgeois (1879)
- Le Tiroir aux souvenirs (1886)

Theaterstücke
- Trichemont fils, vaudeville en 1 acte, avec Marc Michel, Théâtre d’Angoulême, 29 septembre 1836
- Un dragon de vertu, folie-vaudeville en 1 acte, avec Marc Michel, Paris, Théâtre des Folies-Dramatiques, 27 juillet 1839
- Un neveu, s’il vous plaît, folie-vaudeville en 1 acte, avec Émile Pagès, Paris, Théâtre de l’Ambigu-Comique, 14 octobre 1839
- La Peur du mal, comédie en 1 acte, mêlée de couplets, avec Armand Numa Jautard, Paris, Théâtre de l’Ambigu-Comique, 31 mars 1842
- Le Droit d’aînesse, comédie-vaudeville en 2 actes, avec Louis Lurine, Paris, Théâtre des Délassements-Comiques, 13 août 1842
- La Comédie à Ferney, comédie en 1 acte et en prose, avec Louis Lurine, Paris, Théâtre-Français, 15 juillet 1854
- English spoken, vaudeville en 1 acte, avec Auguste Joltrois, Paris, Théâtre du Palais-Royal, 7 juillet 1855
- Une vendetta parisienne, comédie en 1 acte, en prose, Paris, Théâtre du Vaudeville, 11 février 1869
- La Fontaine de Berny, opéra-comique en 1 acte, musique de Adolphe Nibelle, Paris, Théâtre de l’Opéra-Comique, 2 juin 1869
- Un maître en service, comédie en 1 acte, avec Jules Blerzy, Paris, Théâtre du Gymnase, 8 septembre 1872
- Un mouton à l’entresol, comédie en 1 acte, avec Eugène Labiche, Paris, Théâtre du Palais-Royal, 30 avril 1875
- Un baiser anonyme, comédie en un acte et en prose, avec Jules Blerzy, Comédie-Française, 1878
- La Vicomtesse Alice, drame en 5 actes et 8 tableaux, avec Léon Beauvallet, Paris, Théâtre des Nations, 28 septembre 1882
- La Vie facile, comédie en 3 actes, avec Paul Ferrier, Paris, Théâtre du Vaudeville, 19 mai 1883
- Coup de soleil, comédie en 1 acte, avec Théodore de Grave, Paris, Théâtre de l’Odéon, 28 octobre 1885